# Ubysław
Ubysław, Hubysław – staropolskie imię męskie. Składa się z członu Uby- ("ubyć, ubywać") -sław ("sława").  Może oznaczać "ten, który pomniejsza sławę", lub "ten, którego pojawienie się na świecie wiąże się z gorszą sławą". Żeński odpowiednik – Ubysława, Hubysława.
Ubysław imieniny obchodzi 30 lipca.